# Avenida de Eduardo Pondal
La Avenida de Eduardo Pondal es una avenida de la ciudad española de Pontevedra que comunica el centro de la ciudad con las estaciones de ferrocarril y de autobuses. 

## Origen del nombre
La avenida lleva el nombre del poeta gallego del siglo XIX Eduardo Pondal, uno de los escritores del Rexurdimento y autor del himno de Galicia.

## Historia
La actual avenida de Eduardo Pondal tiene sus orígenes en un camino paralelo a la antigua vía del ferrocarril que discurría desde 1884 por este lugar y que cruzaba la ciudad de este a oeste desde la actual estación de ferrocarril. Con el desmantelamiento de la vieja estación de tren de Campolongo y de las vías férreas que conducían a ella a partir de 1966, el antiguo camino se fue ampliando y mejorando progresivamente sobre el trazado de las antiguas vías del ferrocarril.
En 1986 el ayuntamiento de Pontevedra decidió dar el nombre de Eduardo Pondal a la avenida por ser uno de los escritores más importantes en lengua gallega y  más representativos de la literatura gallega.
La avenida estuvo sin urbanizar hasta la década de 1990. En agosto de 1992 el ayuntamiento de Pontevedra hizo pública la urgente ocupación a efectos de expropiación forzosa de los bienes y terrenos necesarios para la realización de las obras del proyecto de urbanización de la avenida de Eduardo Pondal. Las obras se realizaron con contribuciones especiales de los vecinos de la avenida, que aportaron el 90 % del coste total de urbanización.
En mayo de 1995 el ayuntamiento de Pontevedra dio luz verde a un convenio con Renfe que permitió recalificar los terrenos ferroviarios del tramo sur de la avenida anexos a la estación de tren sobre la antigua playa de vías férreas, lo que hizo posible que se acelerase la urbanización y la expansión edificatoria en la avenida. A principios del siglo XXI se construyeron en los antiguos terrenos ferroviarios gracias a ese convenio los edificios de la llamada Ciudad de Piedra y el primer Centro Comercial Vialia de Galicia, cuyas 8 salas de cine fueron inauguradas el 30 de noviembre de 2000. En 2006 se inauguró la reforma del puente que sobrevuela la parte inicial de la avenida, que pasó a estar dotado de amplias barandillas de cristal.
En 2008 se procedió a la urbanización del último gran solar que quedaba en la parte central de la avenida delimitado por las calles 12 de Novembro y Joaquín Costa además de por la avenida Eduardo Pondal en su lado meridional.
En 2017 la avenida de Eduardo Pondal se convirtió en la calle donde más subió el precio de la vivienda en Pontevedra.

## Descripción
Es una avenida de 875 metros de longitud, recta y llana en sus tramos sur y centro y en curva progresiva hacia la izquierda en su lado norte con un tramo descendente que conduce a la Avenida de Augusto García Sánchez. Comunica el barrio de Campolongo con las estaciones de ferrocarril y de autobuses de Pontevedra. Tiene una anchura media de 19 metros y dispone de aceras arboladas y tres carriles de circulación en el tramo central.
La avenida es uno de los principales ejes viarios de la ciudad. Va desde el límite con el barrio de Campolongo hasta las estaciones, discurriendo en buena parte de su trazado paralelamente a la calle Gorgullón por su parte superior y al Camino de Santiago Portugués, que la atraviesa en su tramo norte para entroncar con la calle Virgen del Camino. La avenida sirve también de vía de conexión entre los barrios de Gorgullón y A Eiriña y el barrio de A Parda y en ella confluyen múltiples calles: la avenida de Augusto García Sánchez, Virgen del Camino, Gorgullón, Poeta Uxío Novoneyra, Profesor Filgueira Valverde, Teixoeira, Poza dos Canos, Doce de Novembro, Muíño, Cova Céltica, Moa, Bardo, Camiño de Ferro, Estación y Otero Pedrayo, así como las plazas dos Maios y 8 de Marzo.
En su entronque con la Avenida de Augusto García Sánchez, la avenida de Eduardo Pondal es cruzada y sobrevolada por un puente con amplias barandillas acristaladas correspondiente a la calle Peregrina, situada en un nivel superior. Al lado del puente se encuentran varios murales de arte urbano dedicados a las mujeres luchadoras, como el dedicado a la escritora María Victoria Moreno.
Al final de la calle Virgen del Camino, en su confluencia con la avenida de Eduardo Pondal se halla un baluarte en acero corten que recibe al Camino de Santiago Portugués en el punto en el que históricamente entraba en el entramado urbano.
La avenida Eduardo Pondal es una avenida residencial, comercial y de servicios que constituye en la actualidad una de las principales avenidas de Pontevedra. En ella se encuentran, entre otros, hoteles, restaurantes, franquicias de pizzerías como Domino’s Pizza o Pizzería Carlos, cafeterías, supermercados (como Aldi), centros médicos (Vithas Salud, Centro médico Pontevedra), farmacias, bancos, tiendas de mascotas, de hogar, de electrodomésticos y electrónica o de informática, además de la panadería Amásame Bakery Lab, reconocida en varias ocasiones por tener uno de los mejores panes de España.
Entre los árboles ornamentales de la avenida destacan a lo largo de la misma 42 ejemplares de camelios, típicos de las Rías Bajas. En el tramo sur de la avenida hay una parada de la línea 2 de autobuses urbanos de la ciudad.
Al final de la avenida, enfrente del Centro Comercial Vialia, en una zona ajardinada que confluye con la calle Gorgullón se encuentra la escultura Dorna, realizada en 2001 por el artista Xaime Quesada en homenaje al Camino de Santiago y que estuvo hasta 2006 ubicada en una rotonda en las proximidades del puente del Burgo.

## Galería de imágenes

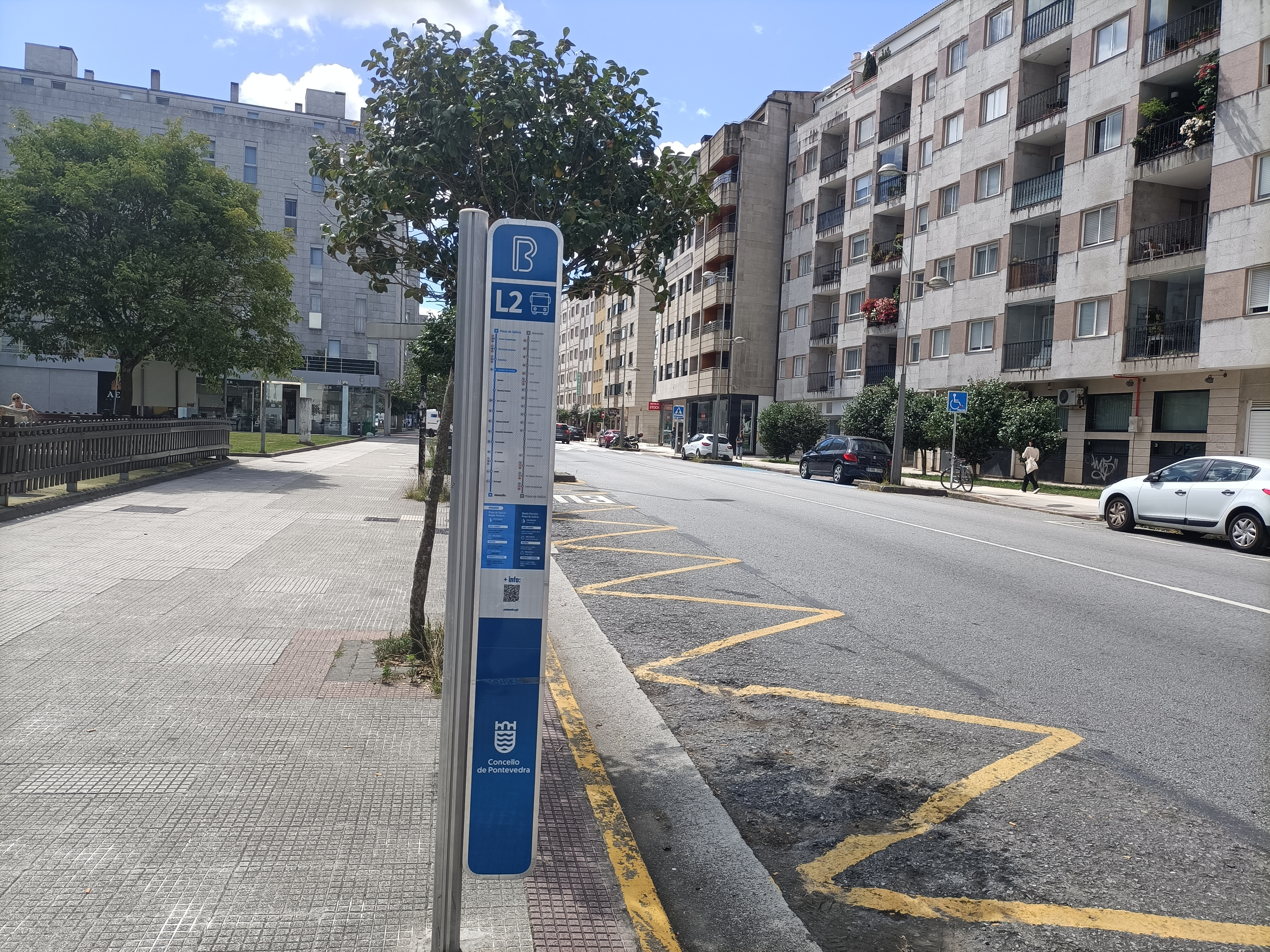
Parada de la línea 2 de autobuses urbanos en la avenida
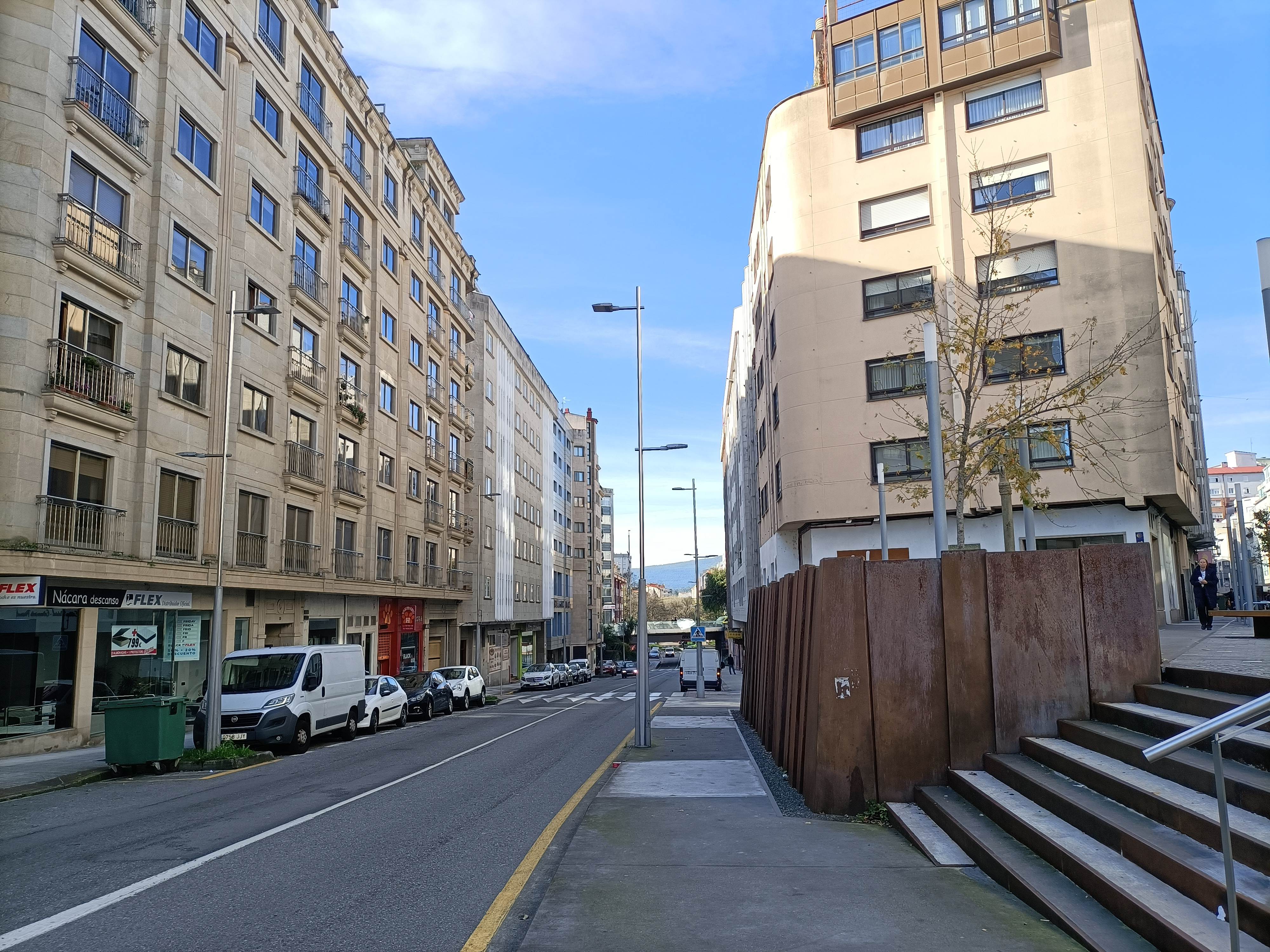
Parte norte de la avenida descendiendo hacia la Avenida de Augusto García Sánchez
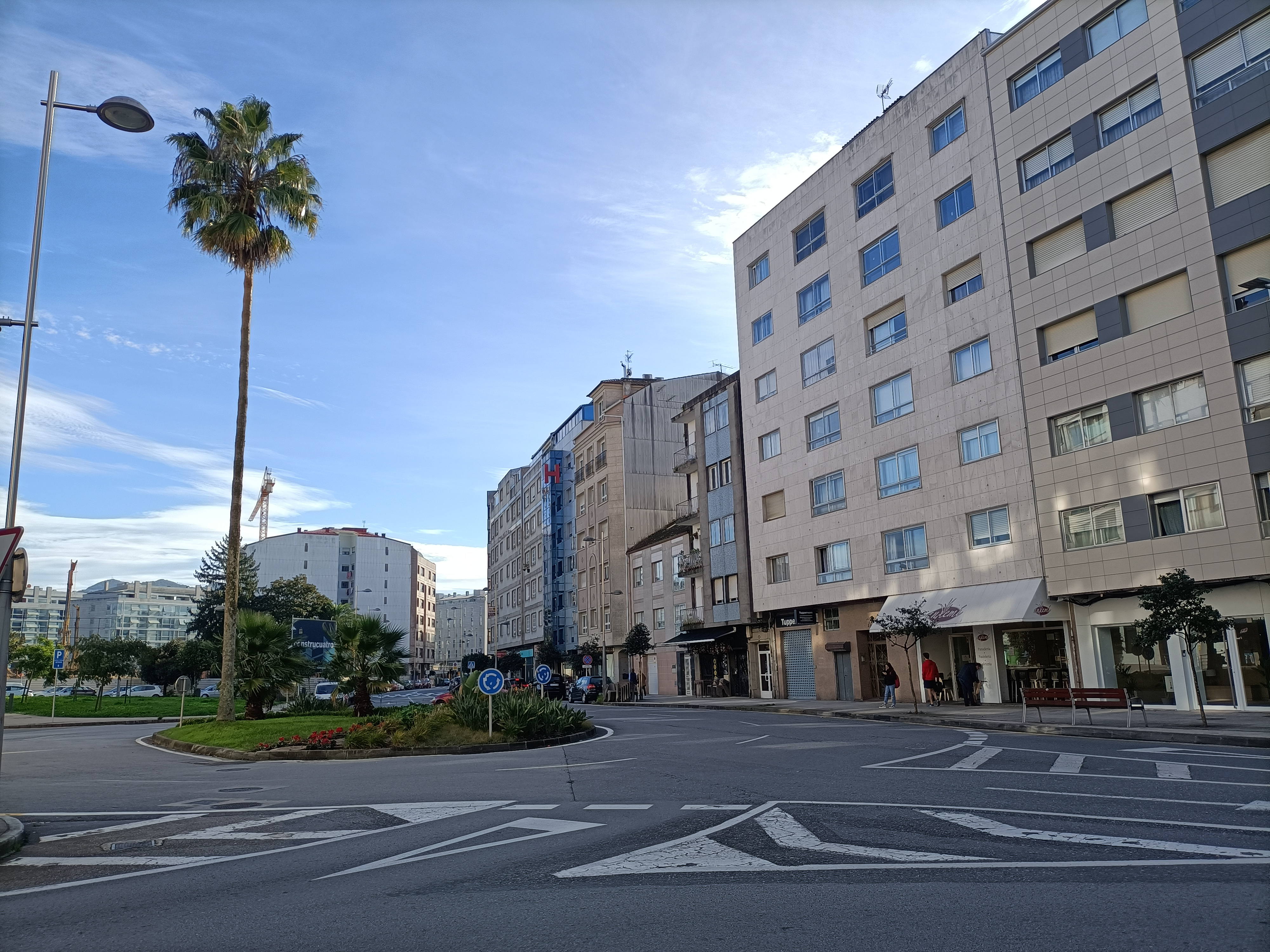
Tramo central de la avenida con uno de sus hoteles a  la derecha
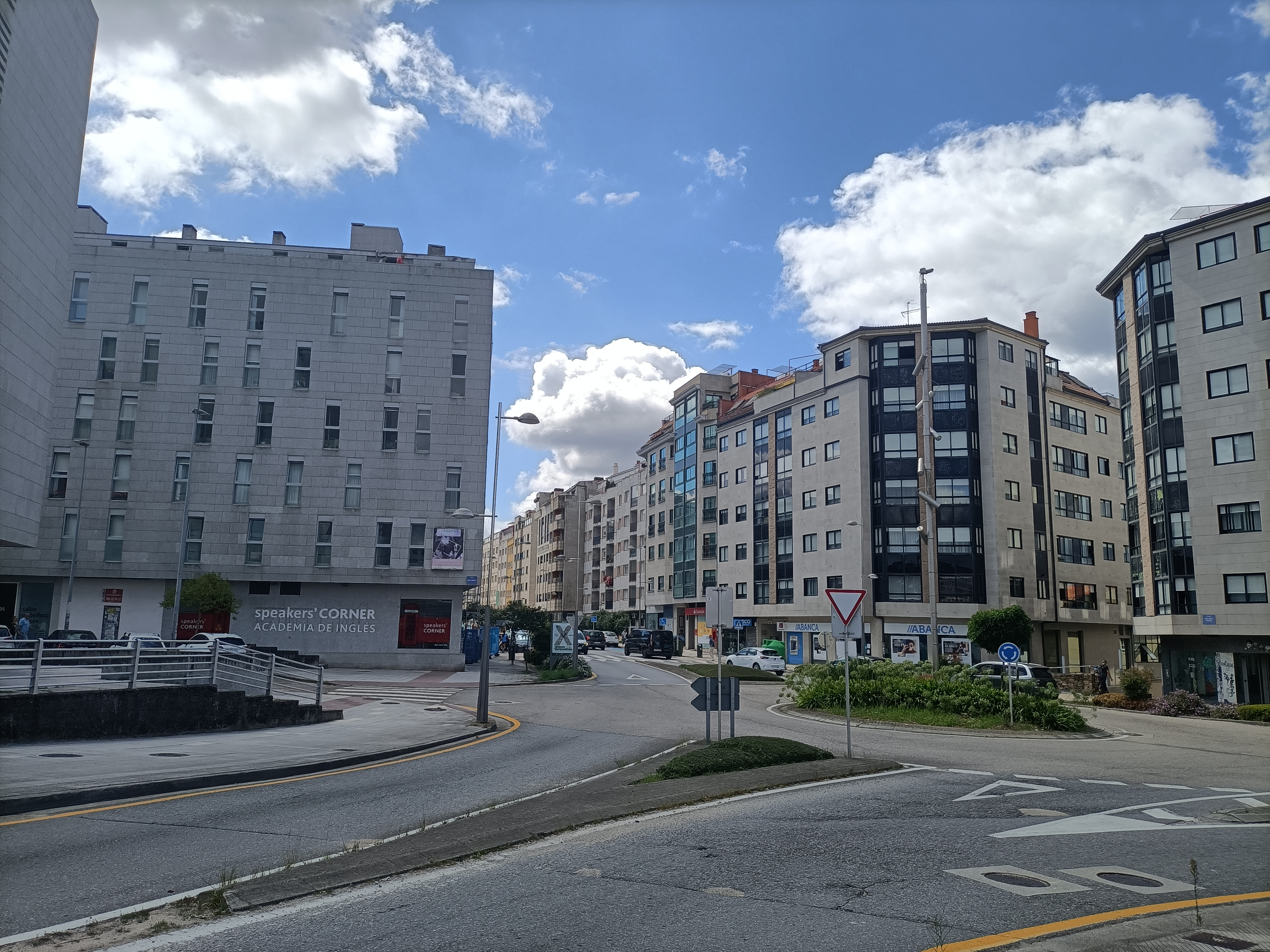
Cruce de la avenida Eduardo Pondal con la calle Doce de Novembro
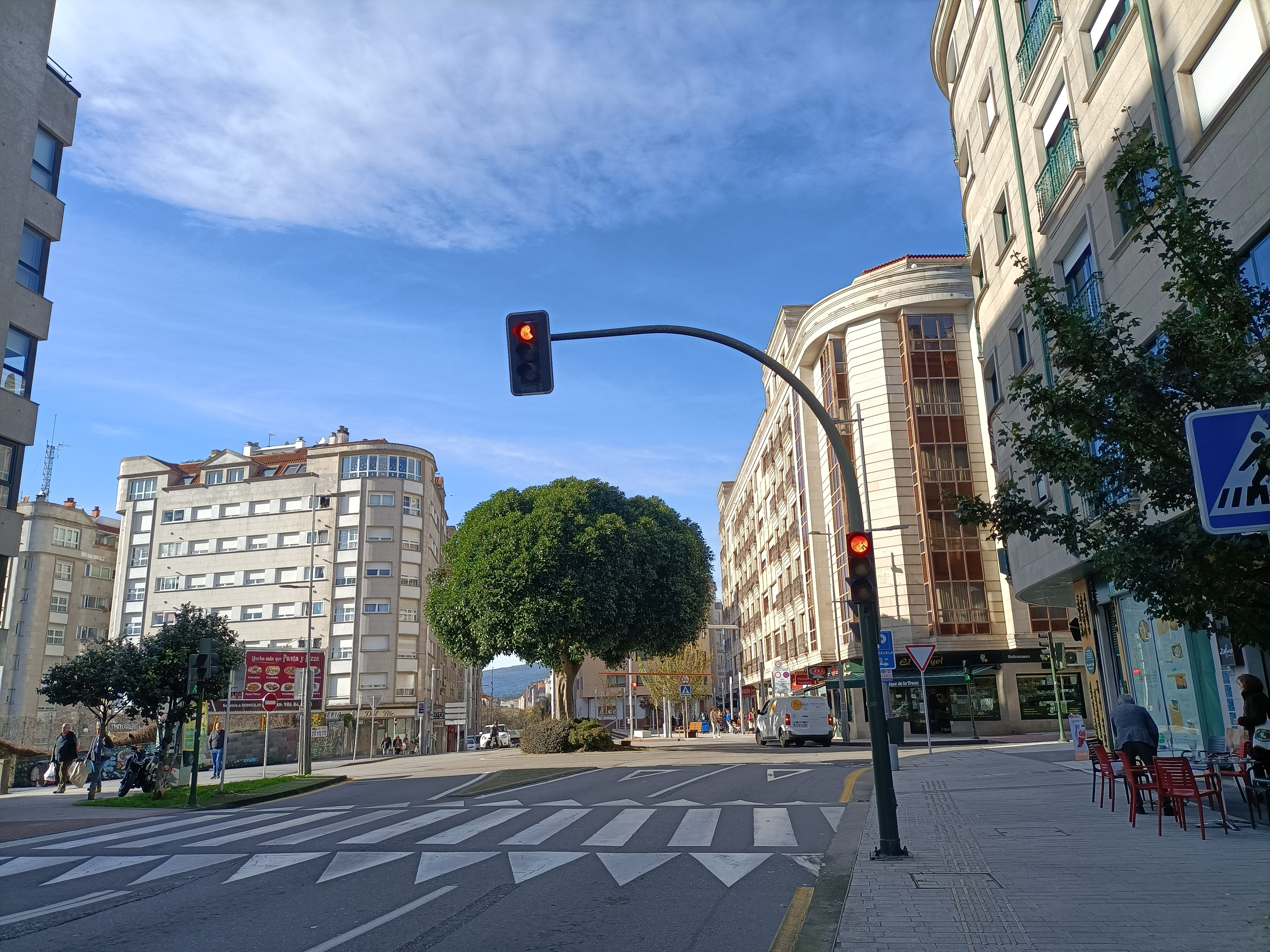
Tramo norte de la avenida en su entronque con la calle Uxío Novoneyra
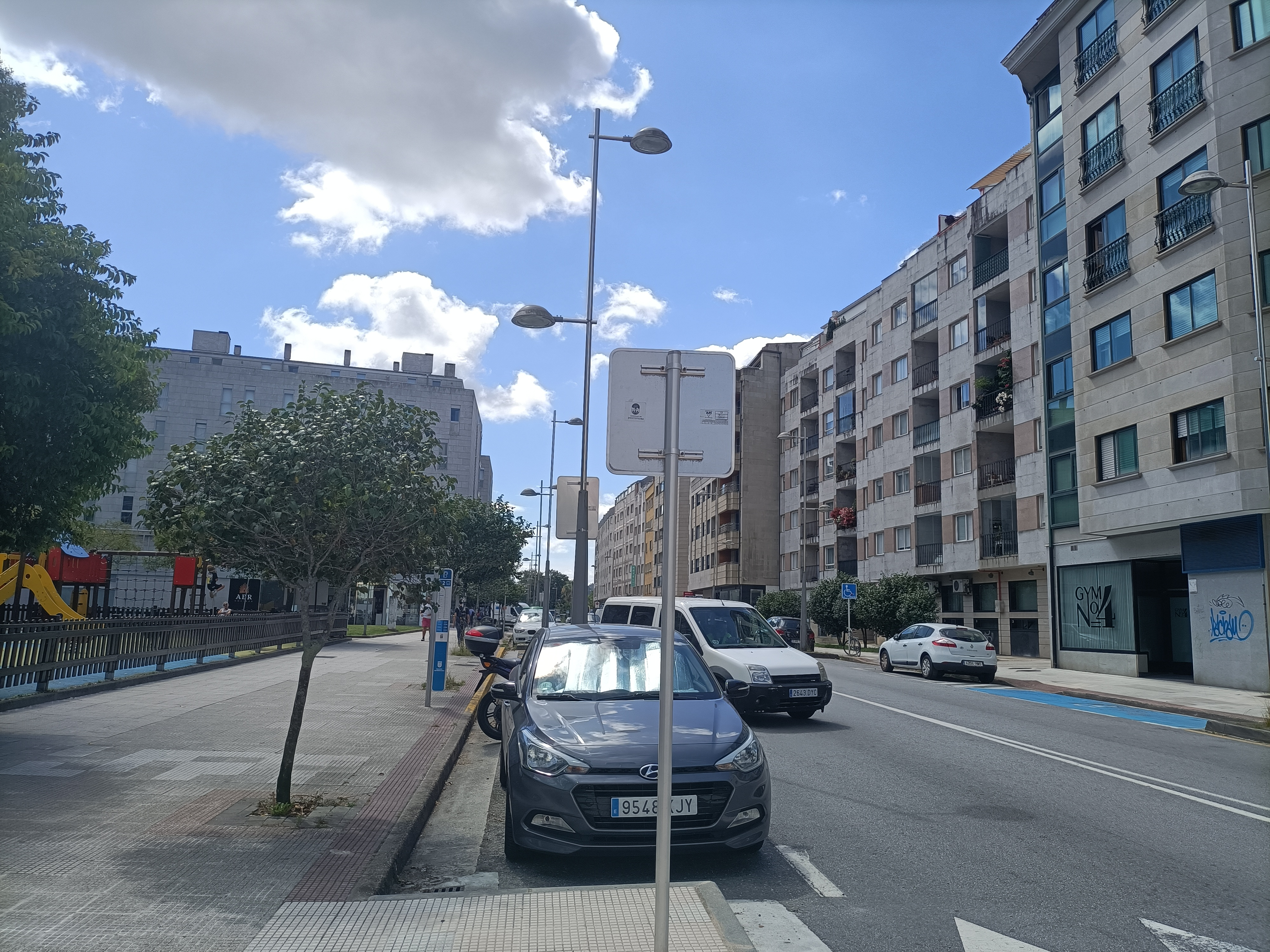
Tramo sur de la avenida
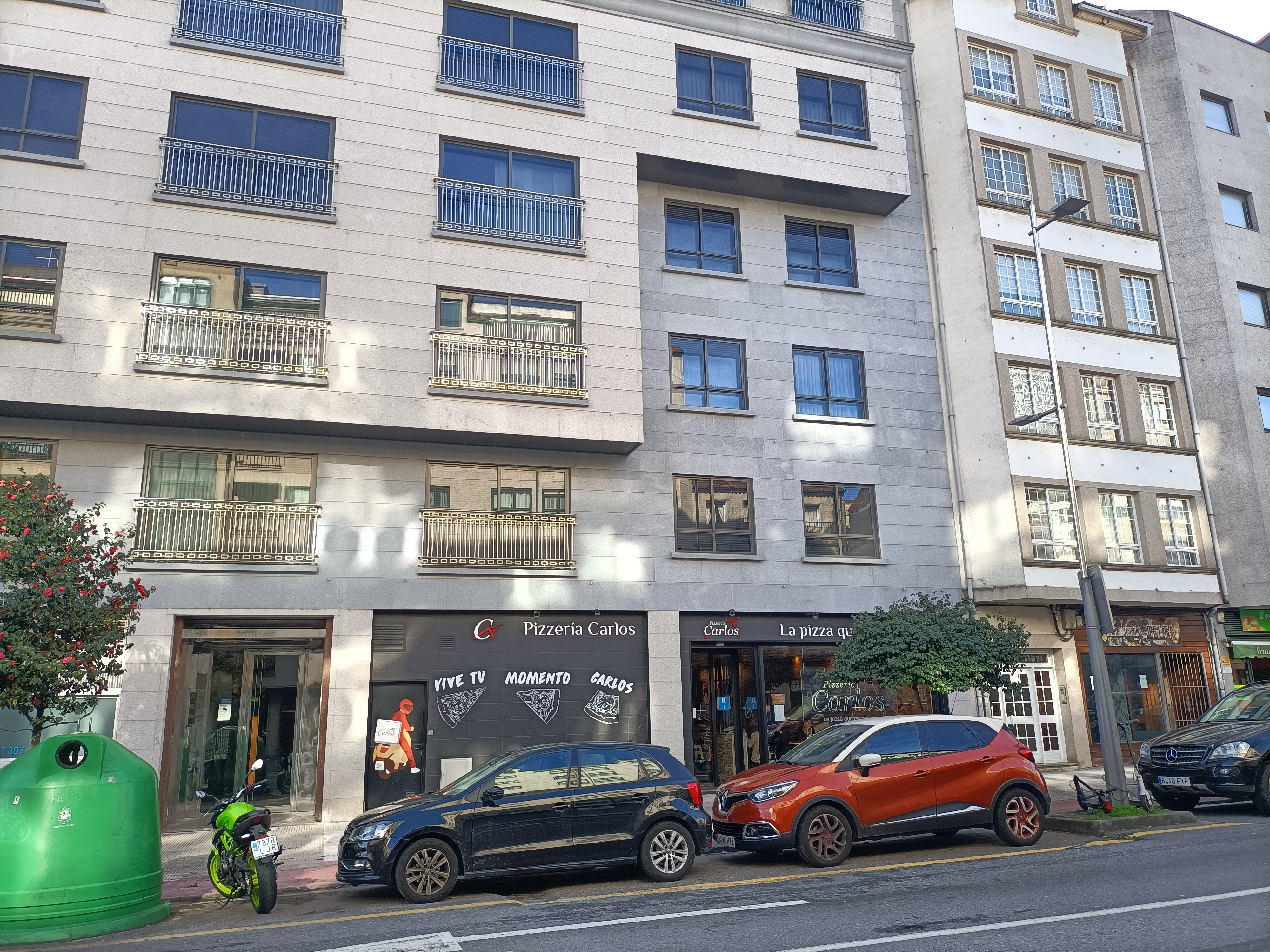
Una franquicia de pizzerías en la avenida
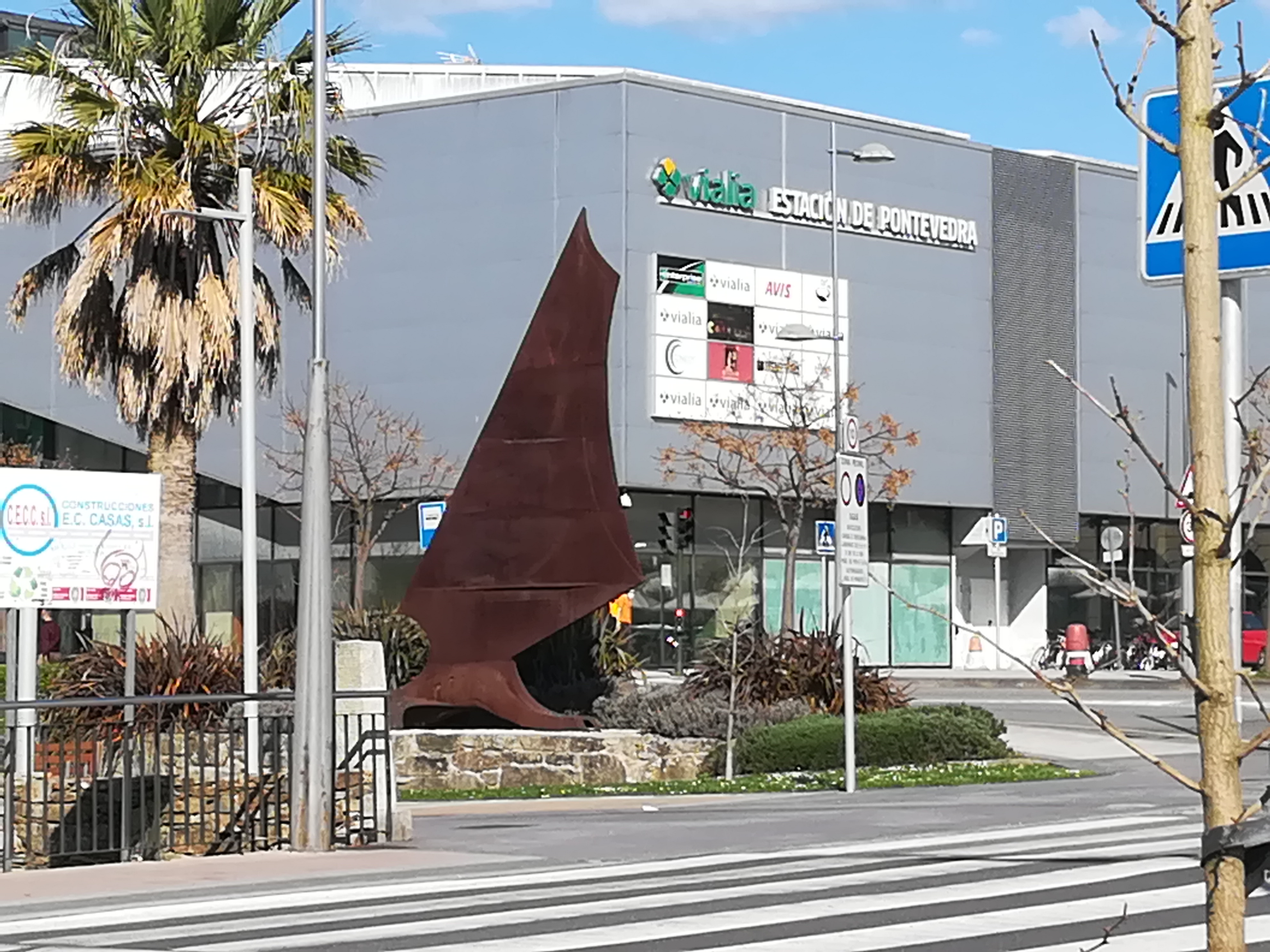
Escultura Dorna
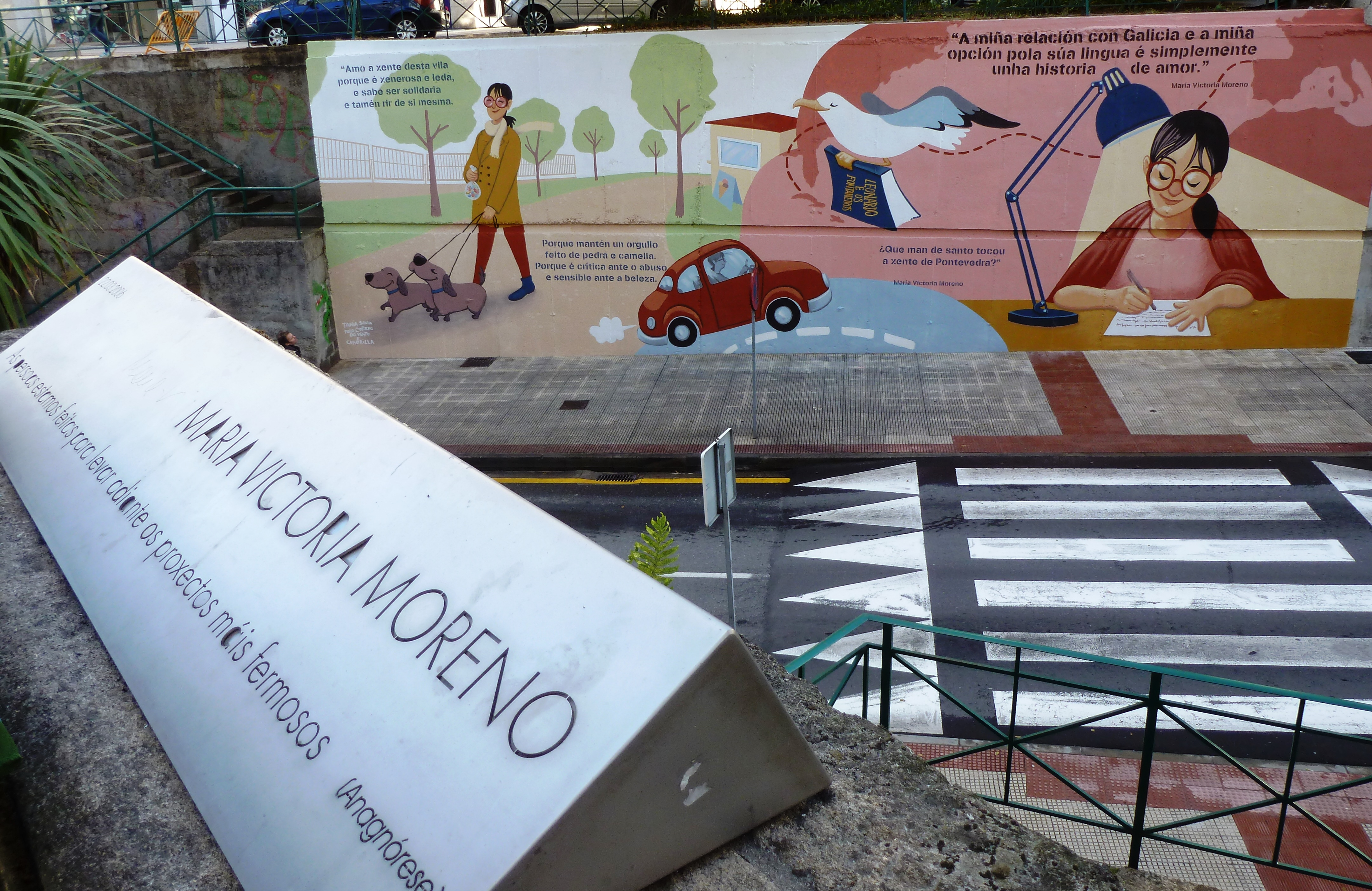
Mural dedicado a María Victoria Moreno
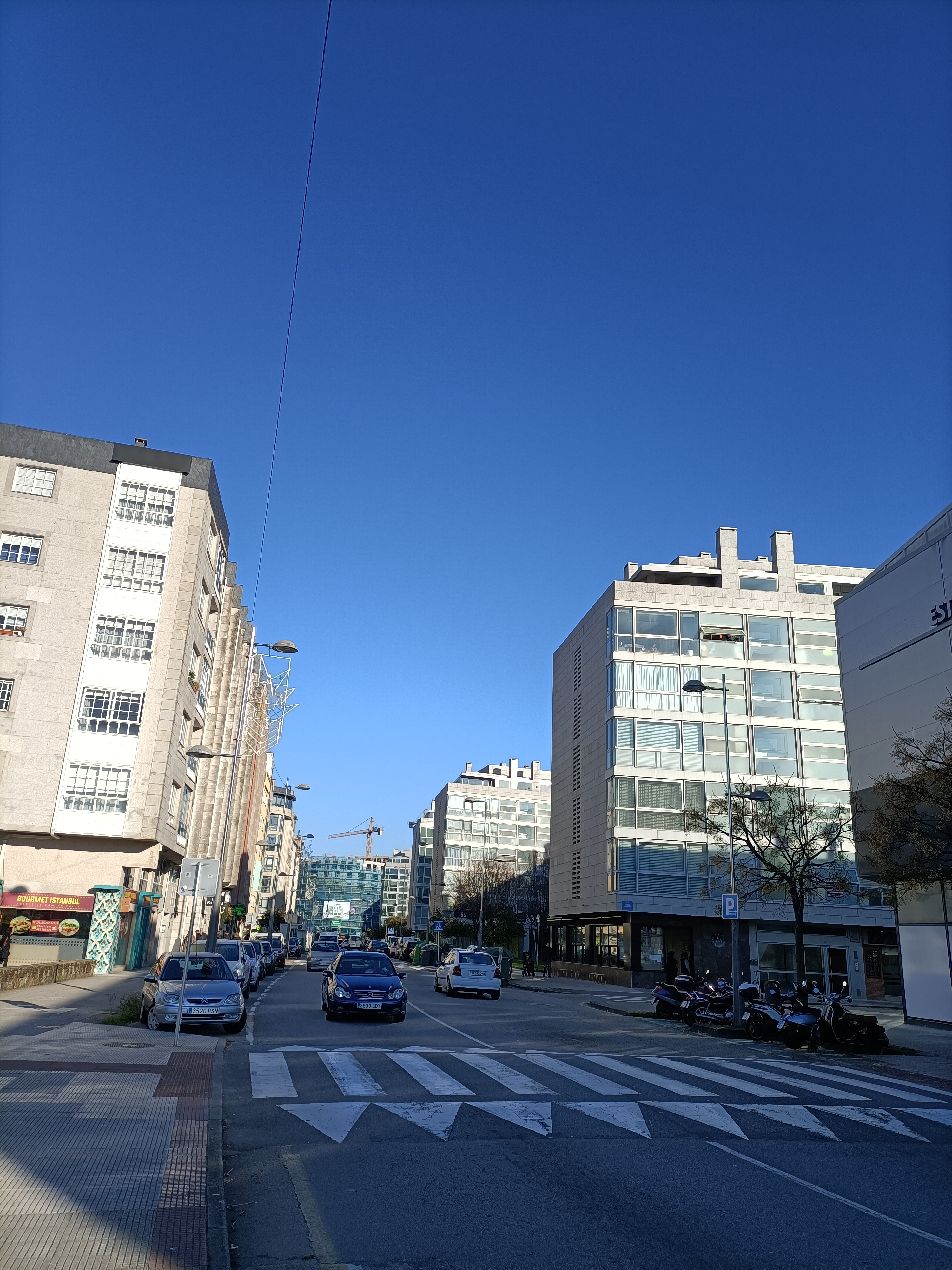
La avenida en su tramo final
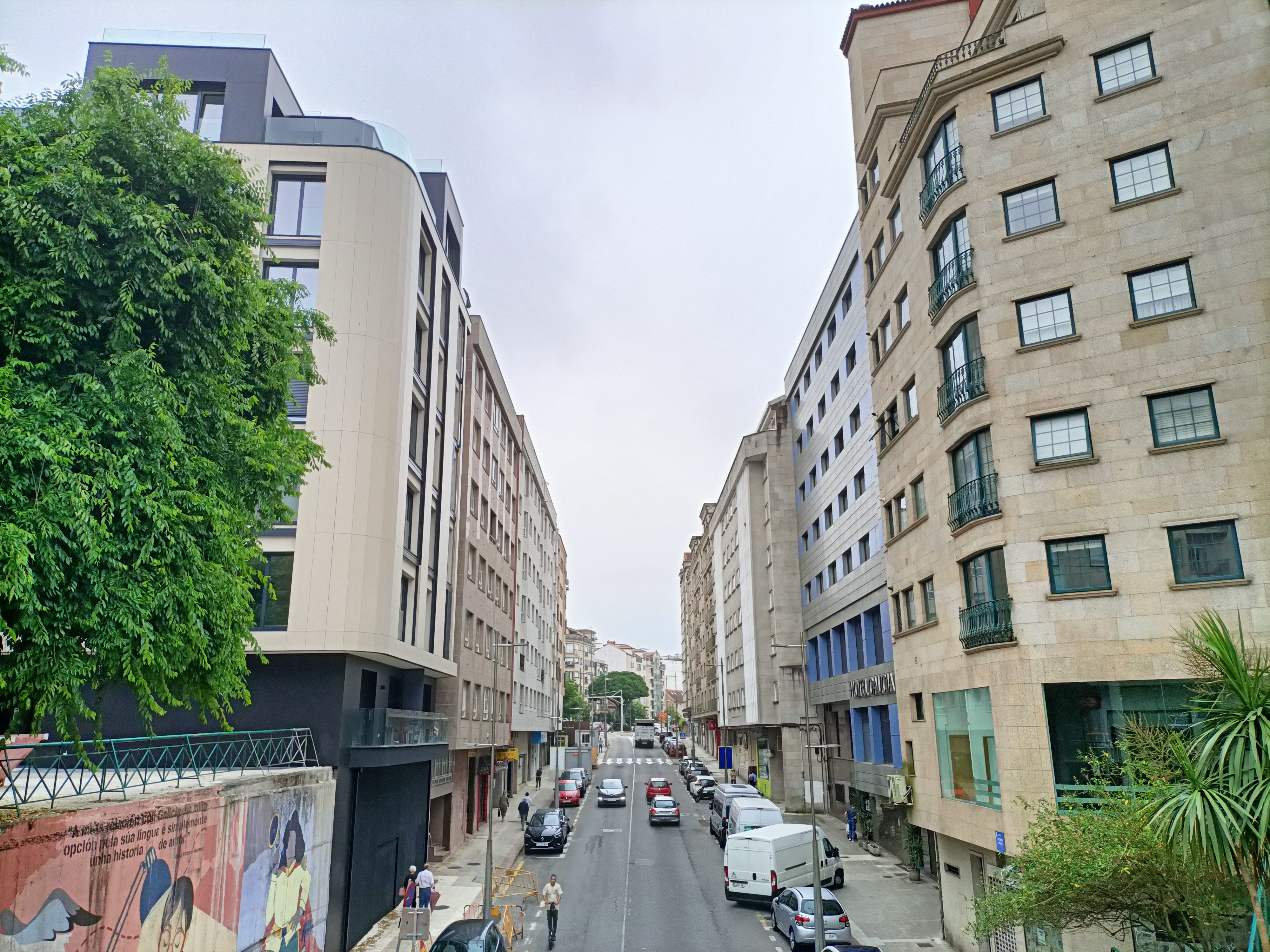
La avenida en su primer tramo
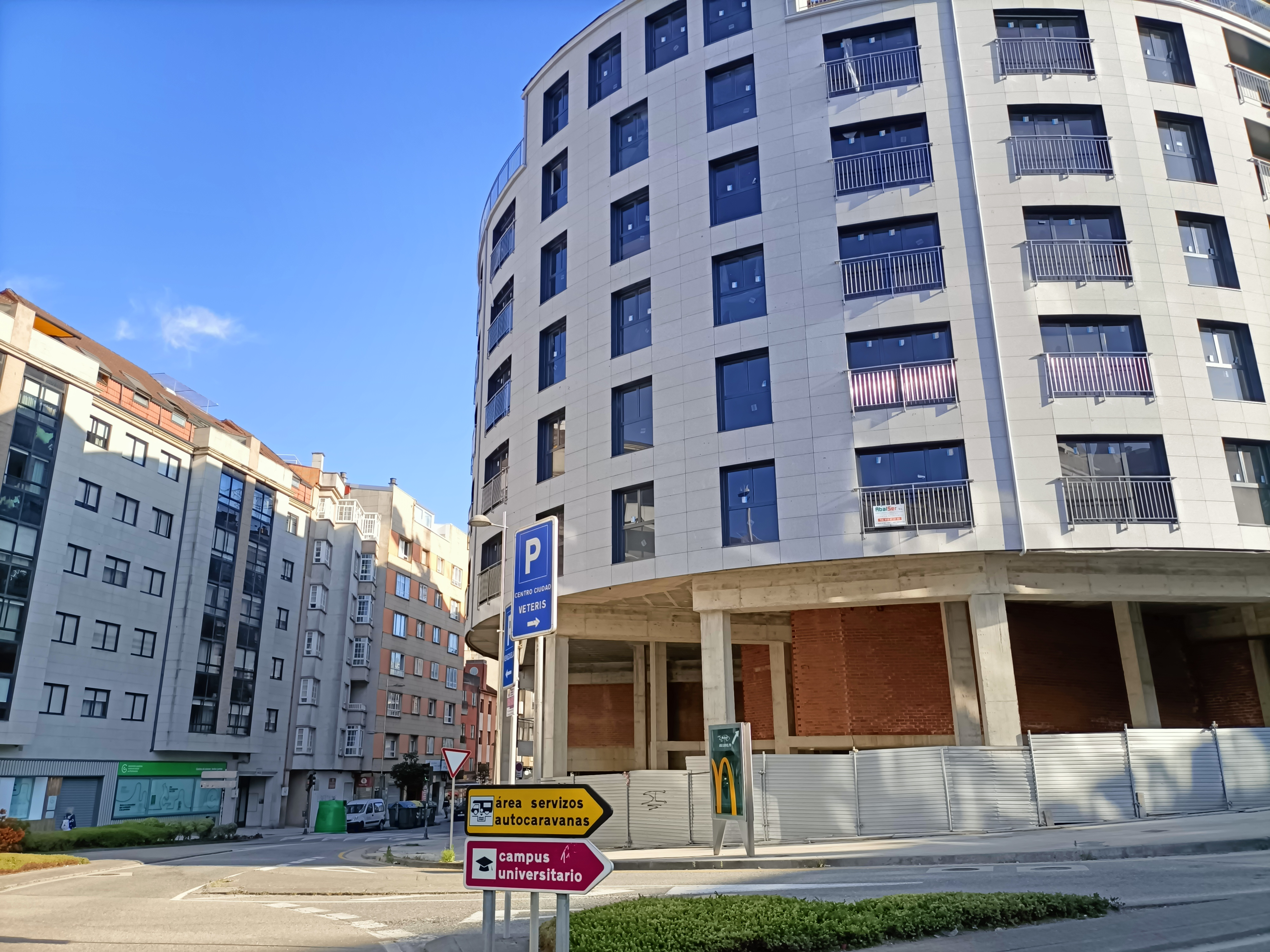
Indicador en la avenida hacia el Campus Universitario de A Xunqueira